# جيرتان فيربيك
جيرتان فيربيك (بالهولندية: Gertjan Verbeek)‏ (1 أغسطس 1962 هولندا - ) هو لاعب كرة قدم هولندي، يلعب كمدافع.

## وصلات خارجية
جيرتان فيربيك على موقع قاعدة بيانات كرة القدم.إي يو (الإنجليزية)
- جيرتان فيربيك على موقع Soccerway.com (الإنجليزية)
- جيرتان فيربيك على موقع عالم كرة القدم.نت (الإنجليزية)